# Sopa egusi
La sopa egusi és un plat popular de Nigèria amb tradició en totes les regions del país africà. Es prepara a base de llavors de meló (egusi). D'aquest meló s'aprofiten les llavors i se'n treu la polpa en ser fortament amarga. Amb les llavors també es pot fer salsa d'egusi.
L'egusi sol incloure vegetals, carn i peix sec o fumat. S'ha tornat un guisat popular en altres països de l'Àfrica Occidental.

## Variants
La recepta de l'egusi varia segons la gastronomia regional. Per exemple, a Sierra Leone rarament conté peix. A Nigèria, aquesta sopa és especialment comú en el sud i a l'oest del país. Variants del plat són:
- Efo egusi
- Egusi fregit
- Ohue
- Egusi amb fufu